# Strumento del primo mobile

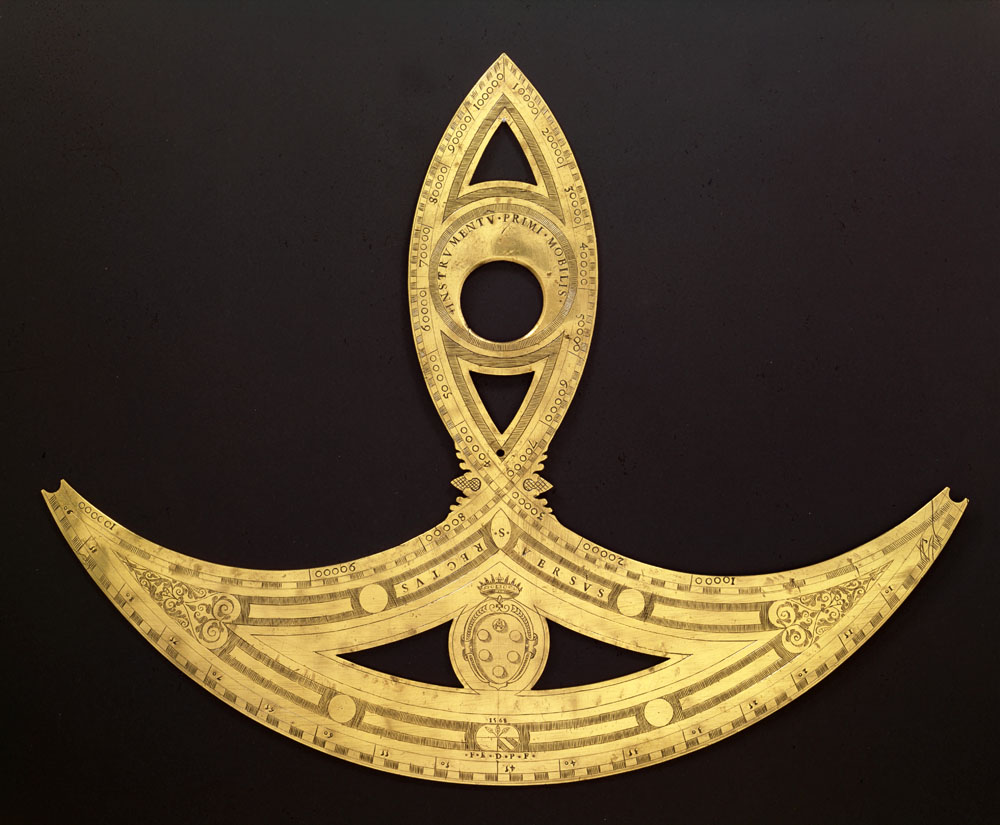
Lo strumento del primo mobile nel Museo Galileo a Firenze.

Lo strumento del primo mobile è uno strumento astronomico.
Ideato da Peter Bienewitz, noto anche come Pietro Apiano (1501-1552), lo strumento è un adattamento del tracciato trigonometrico, già noto agli Arabi, per calcolare seni e coseni. Primo Mobile era denominato il nono cielo dell'universo tolemaico, la sfera esterna a quella delle stelle fisse che trasportava le sfere sottostanti con un rapido movimento di rotazione compiuto in 24 ore. Lo strumento fu battezzato del Primo Mobile, perché ad esso facevano riferimento gli astronomi per fissare il vero luogo degli astri. È detto anche quadrante secondo Apiano, perché da questi ideato e descritto nel trattato Instrumentum primi mobilis (Norimberga, 1524). Lo strumento serve a trovare i seni e i coseni.
Una versione particolare, ideata da Egnazio Danti, è conservata al Museo Galileo di Firenze. È siglato "F.E.D.P.F." (Frater Egnatius Dantis Predicatorum Fecit). Egnazio Danti lo dedicò al granduca Cosimo I de' Medici, come testimonia lo stemma della famiglia Medici inciso sulla faccia dello strumento. L'oggetto faceva parte delle collezioni medicee ed è raffigurato nel soffitto dello Stanzino delle Matematiche della Galleria degli Uffizi.